# Davide di Benedetto
Davide di Benedetto (ur. 23 września 1983 roku w Palermo) – włoski kierowca wyścigowy.

## Kariera
Di Benedetto rozpoczął karierę w międzynarodowych wyścigach samochodowych w 2000 roku od startów we Włoskiej Formule Renault Campus, gdzie zdobył tytuł wicemistrzowski. W późniejszym okresie Włoch pojawiał się także w stawce Włoskiej Formuły Renault, Europejskiego Pucharu Formuły Renault 2.0, Europejskiego Pucharu Formuły Renault V6, Włoskiej Formuły 3, Włoskiej Formuły Gloria, Formuły Azzura, F3000 International Masters, Italian GT Championship, Campionato Italiano Gran Turismo, International GT Sprint Series, Superstars GT Sprint oraz Superstars International Series.